# 日本男子ソフトボールリーグ
日本男子ソフトボールリーグは、日本ソフトボール協会が主催するソフトボールのリーグ戦である。

## 歴史
- 1972年 - リーグ創設[1]。
- 2004年 - 従来の2部制から、参加チームを東西に分けて予選を行い、その成績に基づいて決勝トーナメントを行う方式に変更。
- 2019年 - 東西リーグ制から総当たり戦に変更。
- 2020年 - 新型コロナウィルス感染症の流行に伴い東西リーグ制に再変更。

## 対戦方式
- 2003年までは2部制（最終シーズンは1部7チーム、2部7チーム）でリーグ戦を行い、1部の最下位チームと2部の優勝チームが入れ替え戦を行っていた。
- 2004年より方式を変更した。変更点はそれまでの1部・2部制を廃止し、参加チームを東日本・西日本に分けてリーグ戦を行う（2回総当り）。その成績に基づいて決勝トーナメントを行い、決勝トーナメントの優勝チームがその年のリーグ優勝となる。
- 2019年より方式を再変更した。東日本・西日本のリーグ戦から17チームによる1回総当り戦に変更。ただし、決勝トーナメントを行い、決勝トーナメントの優勝チームがその年のリーグ優勝となるのは変わらない。
  - 決勝トーナメント出場チームは、2004年は全チーム参加だったが、2005年からは各リーグの上位4チームに変更。2019年からはリーグ戦の上位5チームとなった。
  - 決勝トーナメントは、2011年までは刈谷球場、2012年から2014年までは豊田市運動公園ソフトボール場、2015年はわかさスタジアム京都で開催される。

## 参加チーム（2022年）
| 地区         | チーム名                 | ホームタウン         | 前年成績 | 備考 |
| ------------ | ------------------------ | -------------------- | -------- | --- |
| 東日本リーグ | Honda男子ソフトボール部  | 栃木県芳賀郡芳賀町   | 4位      | 1981年-2020年：ホンダエンジニアリング                                                                                   |
| 東日本リーグ | 埼玉県庁クラブ           | 埼玉県鴻巣市         | 14位     | |
| 東日本リーグ | YKK                      | 富山県黒部市         | 15位     | 2022年5月30日付で廃部                                                                                                   |
| 東日本リーグ | 豊田自動織機             | 愛知県刈谷市         | 5位      | |
| 東日本リーグ | デンソー                 | 愛知県刈谷市         | 2位      | |
| 東日本リーグ | 日本エコシステム         | 岐阜県羽島市         | 8位      | 2009年まで岐阜松久ファイターズ 2010-2016年：岐阜エコデンSC                                                              |
| 東日本リーグ | トヨタ自動車             | 愛知県豊田市         | 7位      | |
| 東日本リーグ | 三重ヴェルデウィン       | 三重県津市           | 3位      | |
| 東日本リーグ | 大阪・堺グローバル       | 大阪府堺市美原区     | 11位     | 2009年まで西日本リーグに在籍 2002年までツヅキグローバル 2006-2009年：大阪ツヅキグローバル 2009年-2021年：大阪グローバル |
| 西日本リーグ | 大阪桃次郎               | 大阪府大阪市阿倍野区 | 6位      | |
| 西日本リーグ | 平林金属                 | 岡山県岡山市北区     | 優勝     | |
| 西日本リーグ | 愛媛ウエスト             | 愛媛県松山市         | 13位     | 2013年までウエストSBC                                                                                                   |
| 西日本リーグ | ジェイテクト             | 徳島県板野郡藍住町   | 16位     | |
| 西日本リーグ | 高知パシフィックウェーブ | 高知県高知市         | 9位      | 闘犬センター、オール高知                                                                                                |
| 西日本リーグ | ダイワアクト             | 佐賀県佐賀市         | 12位     | |
| 西日本リーグ | 熊本嶋田クラブ           | 熊本県熊本市中央区   | 18位     | |
| 西日本リーグ | Neo長崎                  | 長崎県大村市         | 17位     | 2004年まで長崎SC |
| 西日本リーグ | 旭化成                   | 宮崎県延岡市         | 10位     | 2005年まで旭化成延岡 |

### 過去の参加チーム
- サガミE.C
- 徳島市役所
- ホシザキ電機
- 光洋精工
- 西日本シロアリ
- 闘犬センター→オール高知
  - かつての全国的な強豪の男子ソフトボール部であった。獲得した全国タイトルは、全国男子チーム最多の計36回（日本リーグ14回・全日本総合6回・全日本実業団6回・国体10回）である。
- 山形県庁クラブ（山形県庁）
- 住友金属和歌山
- サンセールS.B.C
- レッツフジト
- 四国生コンSBC
- 青森ソフトボールクラブ
- オール福岡（オール北九州）
- YKK
  - 1957年の創部で、2022年シーズンでのリーグ加盟チームの中で最も古いチームであったが、2022年シーズン中の2022年5月30日をもって廃部となった[2]。

## 歴代優勝チーム

### 1部・2部時代
| 回 | 年度 | 1部優勝                | 2部優勝        |
| -- | ---- | ---------------------- | -------------- |
| 1  | 1972 |                        |                |
| 2  | 1973 |                        |                |
| 3  | 1974 |                        |                |
| 4  | 1975 |                        |                |
| 5  | 1976 |                        |                |
| 6  | 1977 |                        |                |
| 7  | 1978 |                        |                |
| 8  | 1979 |                        |                |
| 9  | 1980 |                        |                |
| 10 | 1981 |                        |                |
| 11 | 1982 |                        |                |
| 12 | 1983 |                        |                |
| 13 | 1984 | 闘犬センター           |                |
| 14 | 1985 | 闘犬センター           |                |
| 15 | 1986 | 闘犬センター           |                |
| 16 | 1987 | トヨタ自動車           |                |
| 17 | 1988 | 闘犬センター           |                |
| 18 | 1989 |                        |                |
| 19 | 1990 | 闘犬センター           |                |
| 20 | 1991 | 闘犬センター           |                |
| 21 | 1992 | 闘犬センター           |                |
| 22 | 1993 | 闘犬センター           |                |
| 23 | 1994 | 闘犬センター           |                |
| 24 | 1995 | 闘犬センター           |                |
| 25 | 1996 | 闘犬センター           |                |
| 26 | 1997 | 日新製鋼               |                |
| 27 | 1998 | 日新製鋼               |                |
| 28 | 1999 | 闘犬センター           | 埼玉県庁       |
| 29 | 2000 | 闘犬センター           | トヨタ自動車   |
| 30 | 2001 | ホンダエンジニアリング | 埼玉県庁       |
| 31 | 2002 | オール高知             | 豊田自動織機   |
| 32 | 2003 | 大阪グローバル         | 埼玉県庁クラブ |

### 東日本・西日本時代
| 回 | 年度 | 優勝                                  | 東日本1位              | 西日本1位                |
| -- | ---- | ------------------------------------- | ---------------------- | ------------------------ |
| 33 | 2004 | 高知パシフィックウェーブ（西日本4位） | ホンダエンジニアリング | 大阪グローバル           |
| 34 | 2005 | 大阪グローバル（西日本3位）           | デンソー               | 高知パシフィックウェーブ |
| 35 | 2006 | 西日本シロアリ（西日本2位）           | ホンダエンジニアリング | 大阪ツヅキグローバル     |
| 36 | 2007 | デンソー（東日本3位）                 | ホンダエンジニアリング | 大阪ツヅキグローバル     |
| 37 | 2008 | 平林金属（西日本4位）                 | デンソー               | 大阪ツヅキグローバル     |
| 38 | 2009 | 大阪桃次郎（西日本3位）               | デンソー               | 大阪ツヅキグローバル     |
| 39 | 2010 | ダイワアクト                          | ホンダエンジニアリング | ダイワアクト             |
| 40 | 2011 | ダイワアクト                          | ホンダエンジニアリング | ダイワアクト             |
| 41 | 2012 | 平林金属                              | トヨタ自動車           | 平林金属                 |
| 42 | 2013 | ダイワアクト（西日本2位）             | ホンダエンジニアリング | 大阪桃次郎               |
| 43 | 2014 | ホンダエンジニアリング（東日本2位）   | デンソー               | 大阪桃次郎               |
| 44 | 2015 | 平林金属                              | ホンダエンジニアリング | 平林金属                 |
| 45 | 2016 | ダイワアクト（西日本3位）             | ホンダエンジニアリング | 平林金属                 |
| 46 | 2017 | 高知パシフィックウェーブ（西日本3位） | トヨタ自動車           | 平林金属                 |
| 47 | 2018 | 平林金属                              | ホンダエンジニアリング | 平林金属                 |

### リーグ統一後
| 回 | 年度 | 優勝     | 準優勝           |
| -- | ---- | -------- | ---------------- |
| 48 | 2019 | 平林金属 | デンソー         |
| 49 | 2020 | 平林金属 | 日本エコシステム |
| 50 | 2021 | 平林金属 | デンソー         |